# Choi Sung-keun
Choi Sung-keun (sinh ngày 28 tháng 7 năm 1991) là một cầu thủ bóng đá Hàn Quốc, thi đấu ở vị trí tiền vệ cho Suwon Samsung Bluewings.